# 가루디미무스
가루디미무스(Garudimimus)는 중생대 백악기 후기, 오늘날 아시아대륙에 서식한 2족 보행의 육식 또는 잡식공룡이다. '용반류'-'수각아목'-'가루디미무스과'에 속한다. 학명은 "가루다(garuda) 모사물"이라는 뜻을 갖고 있다. 화석은 1981년 처음 몽골에서 발견되었다. 전체 몸 길이는 약3m~4m, 체중은 100kg정도 나갔을 것으로 추정된다.